# توریئی یوزو
توریئی یوزو (به ژاپنی: 鳥居 耀蔵 とりい ようぞう)، (تولد ۱۷۹۶–۱۸۷۳ میلادی) در دوره شوگون‌سالاری توکوگاوا یک هاتاموتو، یک ملازم شوگون در دوره ادو. یوزو یک نام رایج است و نام اصلی او تاداترو است.

## نیمه اول زندگی
او در ۲۴ نوامبر ۱۷۹۶ به عنوان سومین پسر (بعضی‌ها می‌گویند چهارمین پسر) شوسای هایاشی (هیروشی هایاشی) به دنیا آمد. مادرش، زن غیر اصلی (سوکوشیتسو) بود. در سال ۱۸۲۰ در سن ۲۵ سالگی داماد خوانده نارومی توریئی شد و سرپرستی خانواده را بر عهده گرفت و ۲۵۰۰ ککو به دست آورد. او به عنوان دستیار نزدیک یازدهمین شوگون، توکوگاوا ایه‌ناری، خدمت کرد.
سرانجام، توکوگاوا ایه‌ناری بازنشسته شد و توکوگاوا ایه‌یوشی دوازدهمین شوگون شد و تحت اصلاحات تنپو میزونو تاداکونی، یک دولتمرد بزرگ، شهر را به عنوان متسوکه و مینامیماچی بوگیو اداره کرد. او به همراه نورینائو شیبوکاوا و سانمون گوتو (سیزدهمین شوزابورو گوتو) به عنوان سه کلاغ میزونو شناخته می‌شوند.
در سال ۱۸۳۸، او با اگاوا هیدته‌اتسو بر سر بررسی خلیج ادو درگیر شد. این کینه، همراه با تفکر طبیعی محافظه کارانه او، او را به بیزاری از دانشمندان هلندی سوق داد، و گفته می‌شود که این عاملی در آزار و اذیت دانشمندان هلندی مانند واتانابه کازان و تاکانو چوی در بانشا نو گوکو در سال بعد بود.
یوزو در ماروگومه شبانه روز تحت مراقبت بود و خدمتکاران و پزشک داشت.
نظارت شدید بود و گاهی وسایل شخصی آنها را می‌بردند یا به کلی او را نادیده می‌گرفتند. در دفتر خاطرات او در سال ۱۸۵۲، گزارشی وجود دارد که یک سال تمام با او صحبت نکردند.
او برای تسکین ناشنوایان و حفظ سلامتی خود، از دانش طب چینی از دوران جوانی برای پرورش گیاهان دارویی در زندان خود استفاده کرد. او علاوه بر حفظ سلامتی خود، به دلیل ارائه خدمات پزشکی به مردم قلمرو خود نیز مورد تحسین قرار گرفت. از آنجا که او از خانواده هایاشی بود، دانش فراوانی داشت و ملازمان خاندان ماروگومه برای مشورت با او ملاقات کردند.
مورد احترام آنها بود. به این ترتیب، به نظر می‌رسد که یوزو در دوران حبس خانگی‌اش مورد احترام و قدردانی اطرافیان خاندان ماروگومهقرار گرفت، برخلاف دورانی که به عنوان قاضی، زمانی که به او لقب «یوکای» داده می‌شد و منفور بود. کایشو کاتسو نوشت که در زمانی که توری در ماروگامه بود، دانه‌های لوکوتی را که خورده بود از پنجره به بیرون پرتاب می‌کرد و تا زمانی که او رفت، آنها به درختی باشکوه تبدیل شدند.
در حوالی زمان سقوط شوگون سالاری ادو، نظارت به میزان قابل توجهی آرام بود و یوزو در هنگام مبارزه با بیماری تغییرات مختلفی را دید و شنید. او در اکتبر ۱۸۶۸ به دلیل عفو دولت میجی از حبس آزاد شد.
با این حال، یوزو به راحتی حرکت نکرد و گفت: «از آنجایی که توسط خانواده شوگون تبعید شدم، تا زمانی که نامه عفو از مافوق خود دریافت نکنم، از حبس آزاد نمی‌شوم.» که باعث دردسر برای دولت جدید و خاندان ماروگومه شد.
او به ادو که به توکیو تغییر نام داد بازگشت و مدتی در آنجا زندگی کرد، اما در سال ۱۸۷۰ به زادگاهش سونپو (شهر شیزوکای کنونی) نقل مکان کرد؛ بنابراین در سال ۱۸۷۲ به توکیو بازگشت. گفته می‌شود که او از تغییر وضعیت نسبت به دوره ادو ابراز تاسف می‌کند و می‌گوید: «این اتفاق به این دلیل بود که من به آنچه گفتم عمل نکردم». او در سال‌های پایانی زندگی آرامی داشت و به خانه آشنایان و دوستان قدیمی سر می‌زد و از دوران قدیم صحبت می‌کرد تا اینکه در ۳ اکتبر ۱۸۷۳ در محاصره فرزندان و نوه‌های بسیارش چشم از جهان فروبست. وی در سن ۷۸ سالگی دار فانی را وداع گفت. قبر او در کیچیجوجی، بخش بونکیو، توکیو قرار دارد.
تویاما کاگه‌موتو محبوبیت و همدلی مردم عادی ادو را در آن زمان به دست آورد و طرحواره تویاما Toyama = پسر خوب و توریئی Torii = پسر بد ایجاد شد. گفته می‌شود که این اساس «کین سان تویاما» بود که بعدها در داستان‌ها، رمان‌ها، فیلم‌ها و درام‌های تلویزیونی و تصویر توری به‌عنوان شرور در درام‌های تاریخی رایج شد.